# Redecard

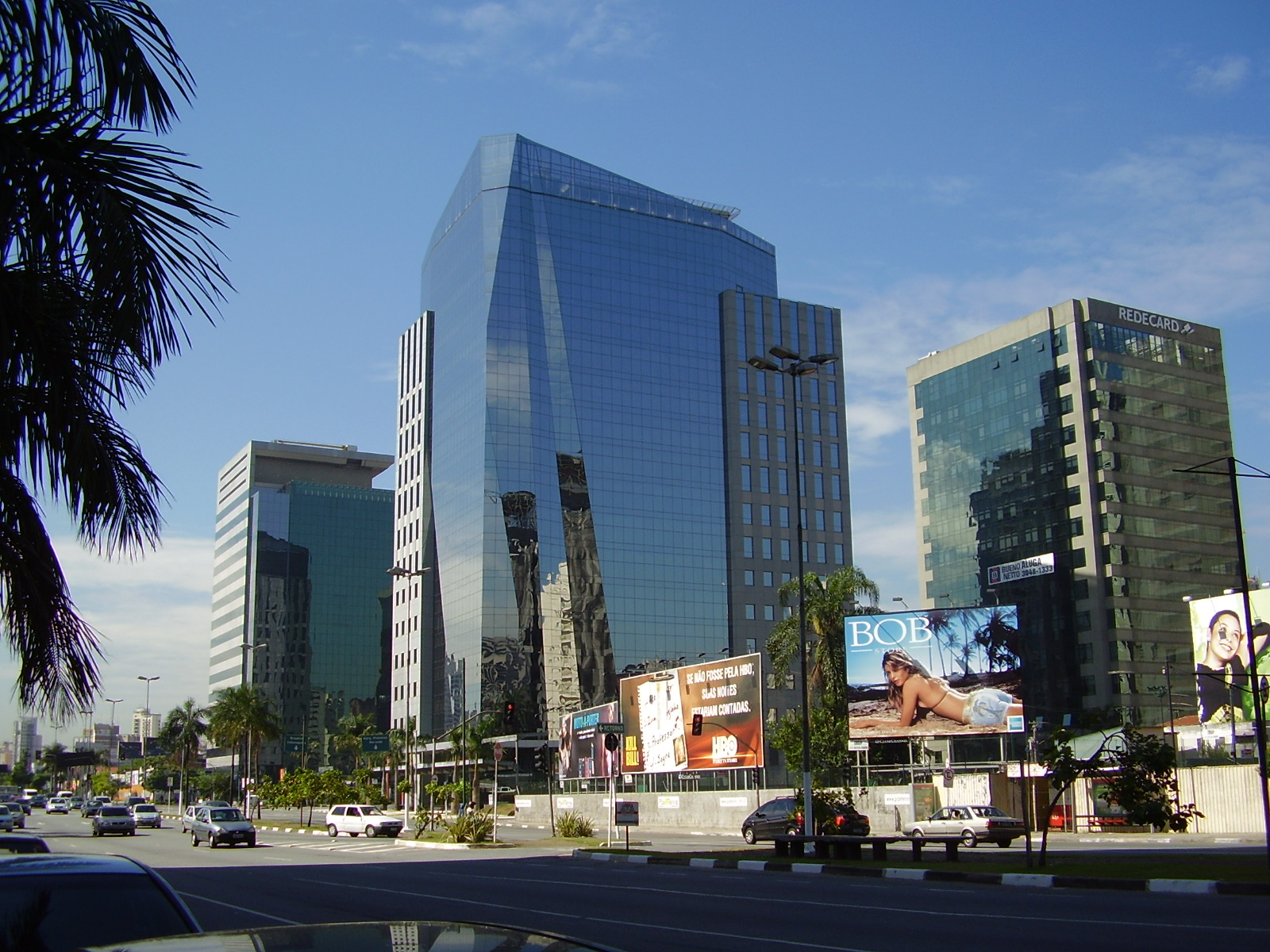
Redecard Unternehmenssitz in São Paulos Stadtviertel Vila Olímpia.

Redecard S.A. ist ein brasilianisches Unternehmen mit Sitz in São Paulo.
Das Unternehmen ist als Kreditkartenbetreiber in Lateinamerika tätig. Gegründet wurde Redecard 1996 von Citibank, Banco Itaú und Unibanco.  Banco Itaú und Unibanco fusionierten 2008 zur Itaú Unibanco.
Geleitet wird das Unternehmen von Joaquim Francisco de Castro Neto. Redecard ist ein Tochterunternehmen vom brasilianischen Unternehmen Itaú Unibanco.